# Jorão de Judá
Jeorão (em hebraico: יהורם ; "Yah'uh é exaltado") foi o 5º rei de Judá.
Primogênito de Josafá que, aos 32 anos de idade, tornou-se rei de Judá. Parece que, durante vários anos (precisamente 4 anos), Jeorão estava de alguma forma associado com seu pai no reinado. Os oito anos de governo creditados a Jeorão contam a partir de 913 a.C. Assim, durante estes anos, tanto o reino setentrional como o meridional tiveram governantes com o mesmo nome. Eram também cunhados, porque Jeorão de Judá, se casou com Atália, filha de Acabe e Jezabel, e irmã do Jorão de Israel.
Pelo menos em parte devido à má influência da sua esposa, Atalia, Jeorão não trilhou os caminhos justos de seu pai, Josafá. Jeorão não só assassinou seus seis irmãos e alguns dos príncipes de Judá, mas também desviou seus súditos de Jeová para deuses falsos. Todo o seu reinado foi assolado tanto por dificuldades internas como lutas externas. Primeiro, Edom se rebelou; daí, Libna se revoltou contra Judá. Numa carta dirigida a Jeorão, o profeta Elias avisou: “Eis que Jeová dá um grande golpe ao teu povo, aos teus filhos, e às tuas esposas, e a todos os teus bens.” Ademais, ó Rei Jeorão, “terás muitas doenças, uma enfermidade dos teus intestinos, até que os teus intestinos saiam por causa da doença, dia após dia”.
Tudo aconteceu exatamente assim. Jeová permitiu que árabes e filisteus invadissem o país e levassem cativos as esposas e os filhos de Jeorão. Deus permitiu que somente escapasse o filho mais moço de Jeorão, Jeoacaz (também chamado Acazias), concessão esta, porém, feita apenas por causa do pacto do Reino celebrado com Davi. “Depois de tudo isso, Jeová o feriu [a Jeorão] nos intestinos com uma doença para a qual não havia cura.” Dois anos depois, “lhe saíram os intestinos” e ele gradualmente morreu. Assim findou a vida deste homem iníquo, que “se foi sem ser desejado”. Foi sepultado na Cidade de Davi, “mas não nas sepulturas dos reis”. Acazias, seu filho, tornou-se rei em seu lugar.